# Thomas Langton
Thomas Langton († 27. Januar 1501) war Bischof von St Davids, Salisbury und Winchester.
Im Jahre 1483 wurde Langton als Bischof von St Davids gewählt und im August/September geweiht. Am 8. Februar 1485 wurde ihm auch das Bischofsamt von Salisbury übertragen. Zum Bischof von Winchester wurde er am 13. März 1493 ernannt. Fünf Tage vor seinem Tod wurde er zum Erzbischof von Canterbury gewählt, aber nicht mehr geweiht.